# Lipové
Lipové ist eine Gemeinde im Südwesten der Slowakei mit 148 Einwohnern (Stand 31. Dezember 2024). Sie liegt im Okres Komárno, einem Teil des Nitriansky kraj.

## Geographie

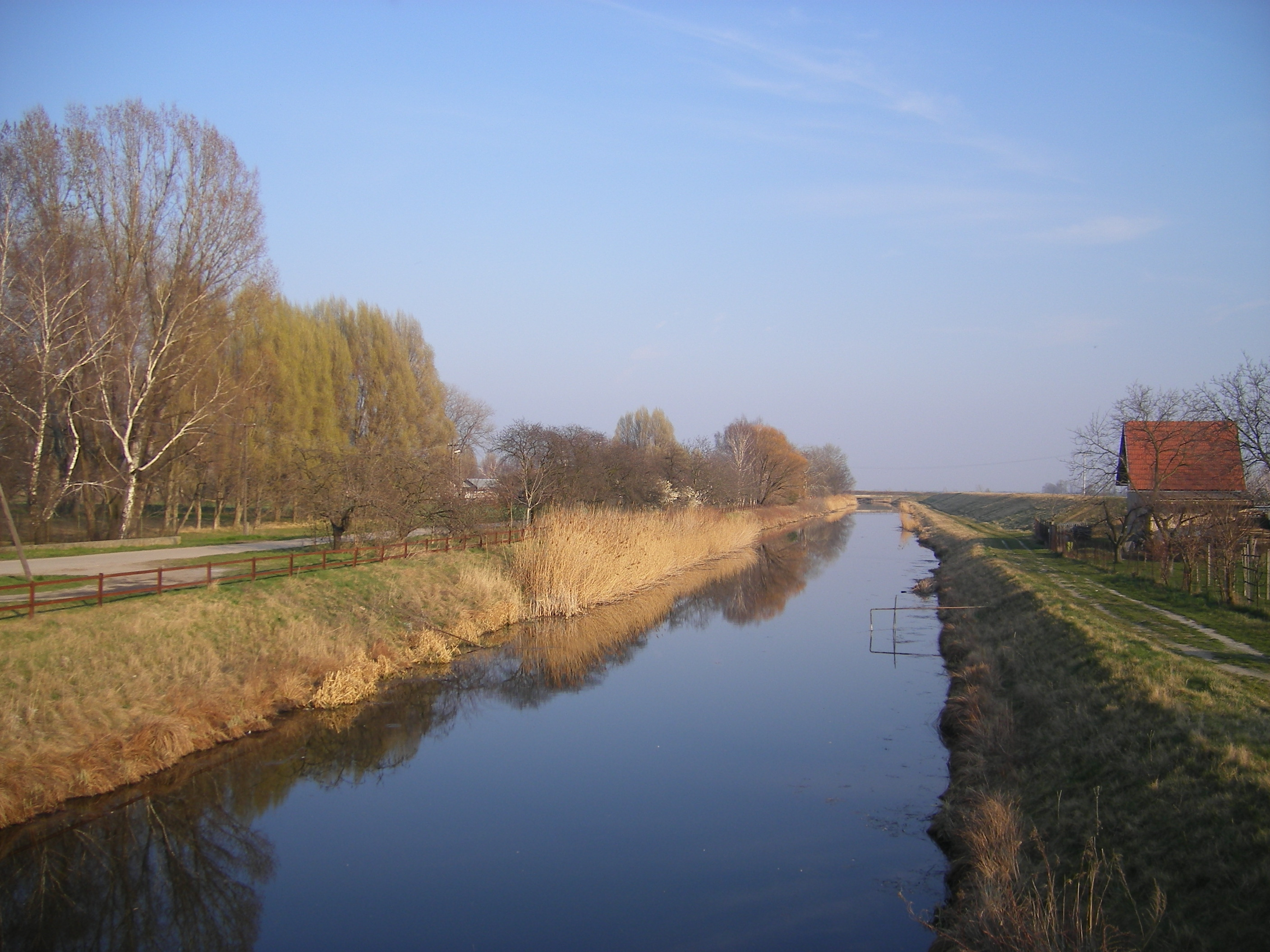
Ein Kanal bei Lipové

Die Gemeinde befindet sich im slowakischen Donautiefland, genauer noch im südöstlichen Teil der Großen Schüttinsel. Durch das Gemeindegebiet verlaufen mehrere kleine Kanäle. Das Ortszentrum liegt auf einer Höhe von 107 m n.m. und ist acht Kilometer von Veľký Meder sowie 29 Kilometer von Komárno entfernt.
Nachbargemeinden sind Bodza im Westen und Norden, Zemianska Olča im Osten und Tôň im Süden.

## Geschichte

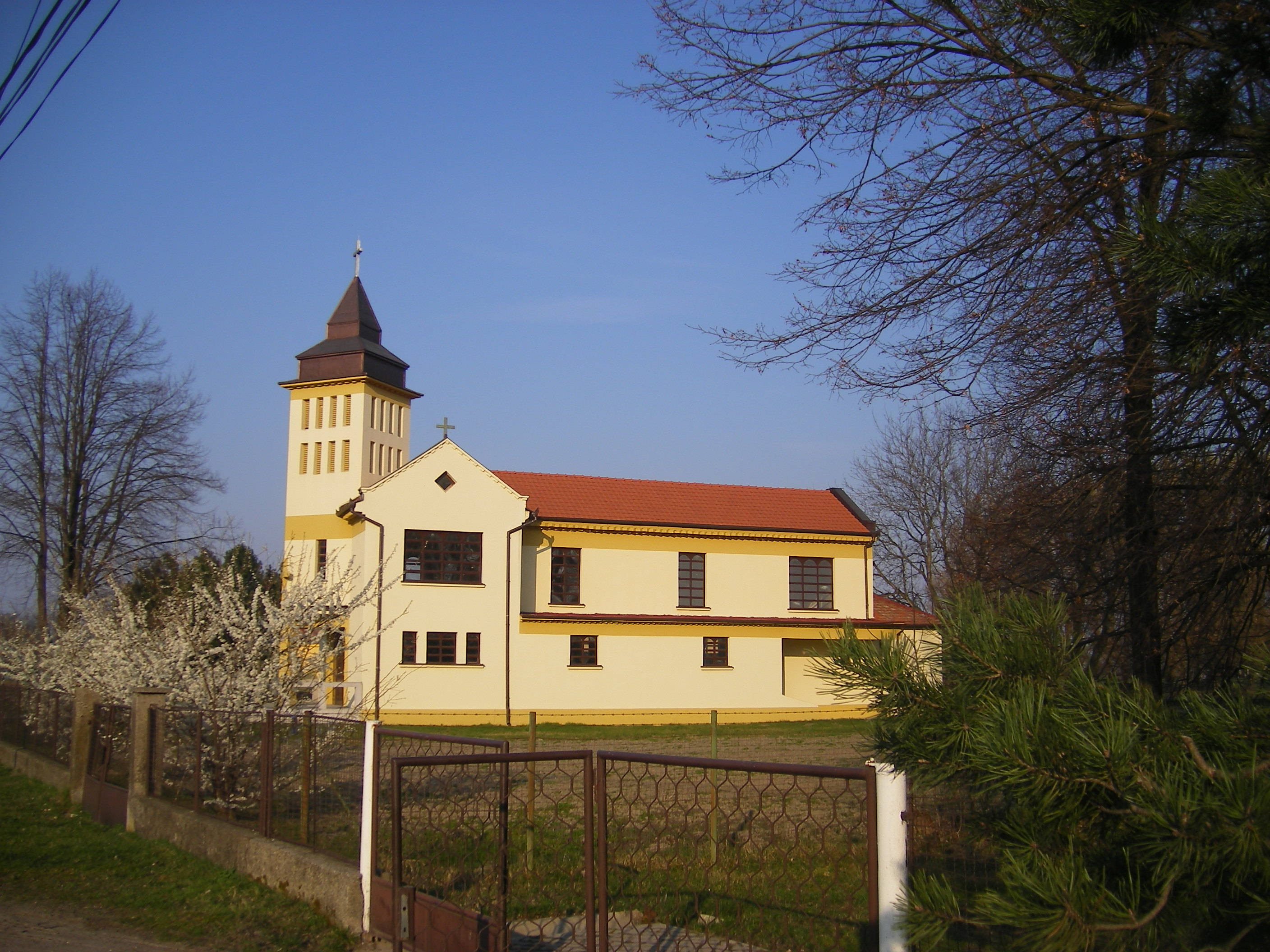
Römisch-katholische Kirche

Vorgänger der heutigen Gemeinde war ein Meierhof namens Zsemlékes, der den Namen eines Teichs, zum ersten Mal 1265 als Semleus erwähnt, trägt. Dazu standen noch zwei weitere Meierhöfe, Rakotás und Terem.
Bis 1918/19 gehörte das im Komitat Komorn liegende Gebiet zum Königreich Ungarn und kam danach zur Tschechoslowakei beziehungsweise heute Slowakei. Nach einer Grundstücksreform in den 1920er Jahren ließen sich in den damals dem Grafen Kálnoky gehörenden Meierhöfen slowakische Siedler vorwiegend aus der Nordwest- und Nordslowakei (insgesamt 72 Familien) nieder. Das so besiedelte Gebiet spaltete sich 1926 von den Gemeinden Bodza und Tôň ab und wurde als Gemeinde zu Ehren von Milan Hodža, der damals das Amt des Agrarministers bekleidete, Hodžovo genannt.
Infolge des Ersten Wiener Schiedsspruchs war die Gemeinde zwischen 1938 und 1945 Teil von Ungarn und dort Hodzsafalva genannt. Die 1938 ausgewiesenen slowakischen Bewohner durften erst 1945, nach der Rückgliederung in die Tschechoslowakei, zurückkehren.
Seit 1951 trägt die Gemeinde den heutigen Namen. Das Donauhochwasser 1965 richtete in Lipové große Schäden an.

## Bevölkerung
| Jahr                | 1994 | 2004     | 2014     | 2024    |
| ------------------- | ---- | -------- | -------- | ------- |
| Anzahl der Personen | 203  | 180      | 145      | 148     |
| Unterschied         |      | −11,33 % | −19,44 % | +2,06 % |

| Jahr                | 2023 | 2024    |
| ------------------- | ---- | ------- |
| Anzahl der Personen | 144  | 148     |
| Unterschied         |      | +2,77 % |

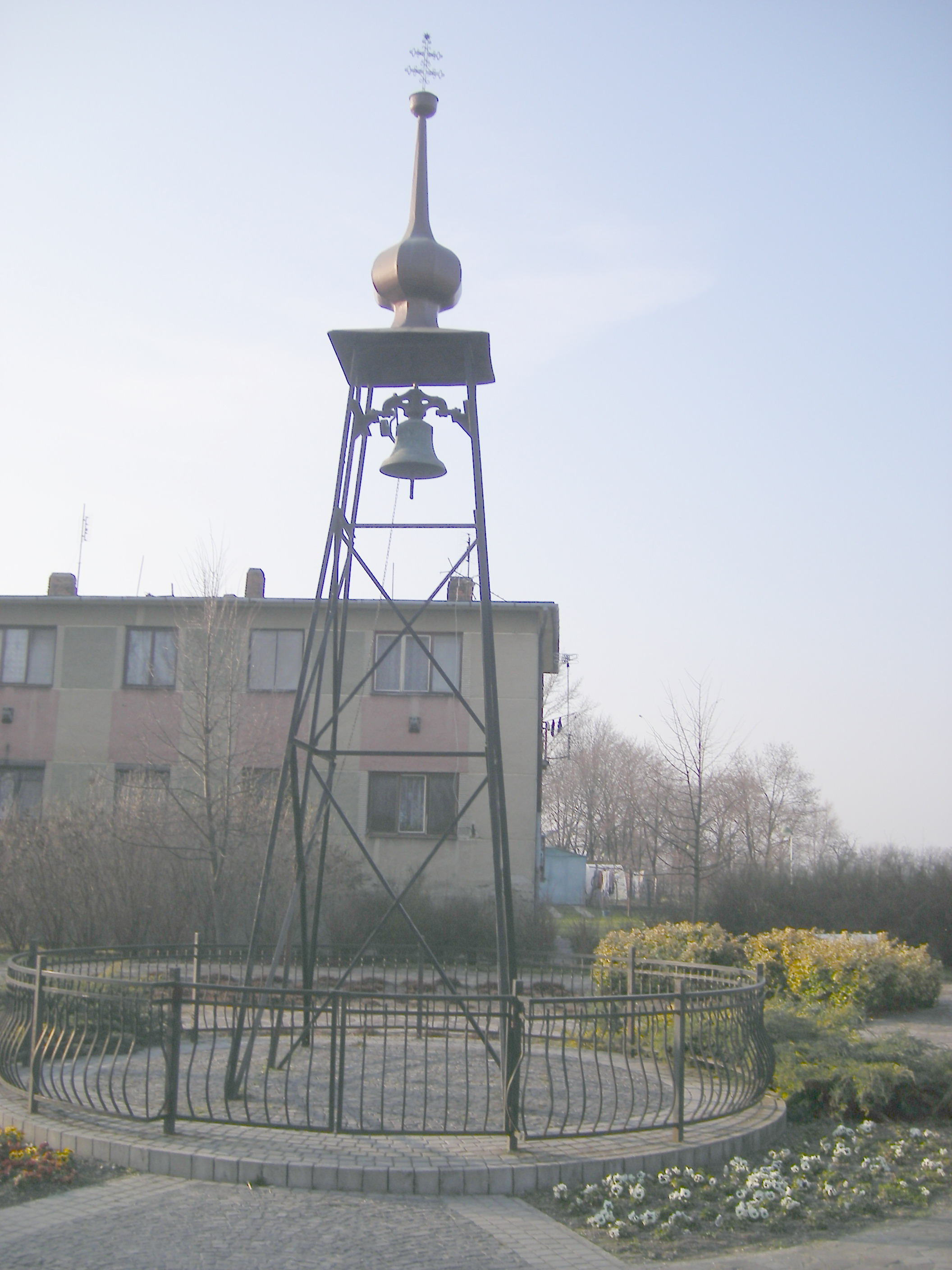
Evangelischer Glockenturm

Gemäß der Volkszählung 2011 wohnten in Lipové 159 Einwohner, davon 126 Slowaken, 24 Magyaren, fünf Tschechen und ein Mährer. Drei Einwohner machten keine Angabe zur Ethnie.
57 Einwohner bekannten sich zur römisch-katholischen Kirche, 52 Einwohner zur Evangelischen Kirche A. B., neun Einwohner zur reformierten Kirche. 35 Einwohner waren konfessionslos und bei sechs Einwohnern wurde die Konfession nicht ermittelt.

## Bauwerke
- römisch-katholische Kirche Mariä Himmelfahrt aus dem Jahr 1938
- evangelischer Glockenturm